# Gymnopilus tuxtlensis
Gymnopilus tuxtlensis là một loài nấm thuộc họ Cortinariaceae.